# Walter fitz Alan

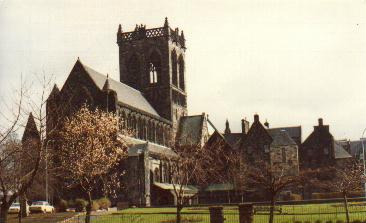
Walter fitz Alan fonde le prieuré clunisien de Paisley qui deviendra plus tard une abbaye (ci-contre).

Walter fitz Alan (v. 1110 – 1177), est le 1er grand sénéchal royal d'Écosse (vers 1150 à 1177). Il est le primogéniteur de la famille Stuart (ou Stewart) en Écosse.

## Biographie
Il est le troisième fils d'Alan fitz Flaad, seigneur d'Oswestry, proche du roi Henri Ier d'Angleterre, issu de la lignée des sénéchaux héréditaires de Dol-de-Bretagne ; et de sa femme Aveline, fille d'Ernoulf de Hesdin,. Son frère Guillaume est le primogéniteur de la famille Fitzalan en Angleterre.
Alors qu'une guerre civile prend place en Angleterre entre Mathilde l'Emperesse et le roi Étienne d'Angleterre, Walter rejoint les partisans de Mathilde. Cette cause est perdue, mais Walter se lie d'amitié avec David Ier d'Écosse, l'oncle de Mathilde. Vers 1136, il se met à son service.
Il obtient d'importantes concessions de domaines, d'abord du roi David Ier, puis de son petit-fils et successeur Malcolm IV. Ces terres sont la ville de Renfrew, où il construit un château et le district l'entourant (qui devient plus tard le Renfrewshire) ; la moitié septentrionale du Kyle ; et autres domaines importants répartis dans le Berwickshire, le Roxburghshire, et le Haddingtonshire. Walter, puis ses descendants, y installent des chevaliers originaires des marches galloises où sont présents les Fitzalan.
Il est par la suite nommé sénéchal (ou intendant) d'Écosse par David Ier, et en 1157, il est reconduit dans ses fonctions par Malcolm IV.
En 1164 il mène une force qui vainc, à Somerled, le roi des Hébrides lors de la bataille de Renfrew.
Walter meurt en 1177, et est enterré au prieuré clunisien de Paisley, qu'il avait fondé. Ce lieu est le lieu de sépulture de sa famille avant leur accession au trône plus tard.

## Mariage et descendance
Walter fitz Alan épouse Eschyna de Londoniis, héritière d'Uchtred de Molla (Molle) et Huntlaw, et veuve de Robert Croc. À la mort de Walter sa veuve épouse Henry de Molle, dont le nom vient certainement des terres de sa femme.
Elle a trois enfants avec Walter : 
- Alan fitz Walter (v.1150-1204), 2e Grand Sénéchal d'Écosse.
- Walter fitz Walter[9].
- Margaret fitz Walter[9].